# ای‌ای‌دبلیو آل اوت
ای‌ای‌دبلیو آل اوت (به انگلیسی: AEW All Out) یک رویداد غیر رایگان (Pay-Per-View) کشتی حرفه‌ای می‌باشد که توسط کمپانی اول الیت رسلینگ(اِی‌ای‌دبلیو) تهیه می‌شود. این رویداد در ۳۱ آگوست ۲۰۱۹ در مجموعه ورزشی سیرز سنتر ارینا شهر هافمن استیتز ایالت ایلینوی برگزار شد.

## نتایج
| #                                                                                                 | نتایج | نوع مسابقه | مدت زمان |
| ------------------------------------------------------------------------------------------------- | --- | --- | -------- |
| ۱پ                                                                                                | نایلا رز با بیرون انداختن آخرین نفر بریت بیکر                                                                                       | کازینو بتل رویال ۲۱ نفره برنده این مسابقه با برنده مسابقه بین ریهو مقابل هیکارو شیدا برای تعیین اولین قهرمان کمربند قهرمانی جهان زنان ای‌ای‌دبلیو در ای‌ای‌دبلیو در شبکه تی‌ان‌تی در دوم اکتبر مسابقه میدهد | –        |
| ۲پ                                                                                                | پرایوِت پارتی (آیزایاه کسیدی و مارک کِن) پیروز مقابل انجلیکو و جک اونس                                                                | مسابقه تگ تیم | 11:35    |
| ۳                                                                                                 | سوکال آنسنسورد (کریستوفر دنیلز، فرانکلی قازاریان و اسکورپیون اسکای پیروز مقابل ژوراسیک اکسپرس (جانگل بوی، لوچاساروس و مارکو استانت) | مسابقه تگ تیم شش نفره | 11:45    |
| ۴                                                                                                 | پَک پیروز مقابل کنی امگا با توقف مسابقه توسط داور                                                                                    | مسابقه تک نفره | 23:20    |
| ۵                                                                                                 | جیمی هاوک پیروز مقابل داربی الین و جویی جانلا                                                                                       | مسابقه نبرد بشکه | 15:00    |
| ۶                                                                                                 | د دارک اردر (اویل اونو و استو گریسون) پیروز مقابل بست فرندز (چاک تیلور و ترنت بِرِتا)                                                 | مسابقه تگ تیم برندگان وارد مسابقات first round bye تا فرصتی برای به‌دست آوردن کمربندهای تگ تیم قهرمانی جهان ای‌ای‌دبلیو داشته باشند                                                                      | 13:40    |
| ۷                                                                                                 | ریهو پیروز مقابل هیکارو شیدا | مسابقه تک نفره برنده این مسابقه با نایلا رز برای تعیین اولین قهرمان کمربند قهرمانی جهان زنان ای‌ای‌دبلیو در ای‌ای‌دبلیو در شبکه تی‌ان‌تی در دوم اکتبر مسابقه میدهد                                          | 13:35    |
| ۸                                                                                                 | کودی (با همراهی اِم‌جِی‌اِف) مقابل شان اسپیرز (با همراهی تالی بلانچارد)                                                                  | مسابقه تک نفره | 16:20    |
| ۹                                                                                                 | د لوچا برادرز (پنتاگون جی‌آر. و ری فینیکس)(c) پیروز مقابل مت جکسون و نیک جکسون)                                                      | مسابقه اسکالِرا دِ لا موئِرته برای قهرمانی کمربندهای تگ تیم جهان ای‌ای‌ای | 21:00    |
| ۱۰                                                                                                | کریس جریکو پیروز مقابل آدام پیج | مسابقه تک نفره برای تعیین اولین قهرمان کمربند قهرمانی جهان ای‌ای‌دبلیو | 26:25    |
| - (c) – نشان‌دهنده قهرمان(هایی) است که به میدان می‌روند - پ – نشان‌دهنده این است که مسابقه در پری–شو | | |          |